# Gallo Főnök
Gallo Főnök a Csillagok háborúja elképzelt univerzumának egyik szereplője.

## Leírása
Gallo Főnök a gungan fajba és az ankura rasszba tartozó férfi tábornok, aki megszerzi elsőként a Főnök címet. A rasszára jellemző tömzsi testfelépítésű és zöldes bőrszínű.

## Élete
Ez a gungan férfi Y. e. 3000 körül, az úgynevezett hadurak korszakában élt. Az Otoh Sancture település vezére volt addig, amíg el nem ment nerf vadászatra. A vadászat alatt Rogoe vezér a bursák segítségével rátámadt és megsemmisítette Otoh Sancture-t.
Gallo a befogott nerfeket odaadta Marsune kapitánynak, glurrg munkások helyébe; közben megtudta egy gungan harcostól, hogy Rogoe lerombolta a települését. Gallo, miután újjáépíti Otoh Sancture-t, Marsune kapitánnyal, aki közben hozzá csatlakozott, ellátogatott Tenkóhoz Otoh Jahaiba, Hantichoz Otoh Languába, Copekhez Otoh Ursba és Hoxie-hoz Otoh Rabanba, hogy segítségüket kérje. Miután sikeresen elvégezte a főnökök által kitűzött teszteket, a gungan főnökök is csatlakoztak Gallo tábornokhoz; így alakult meg a Gungan Nagyhaderő.
Ezután az ankura gungan tábornok a szövetségeseivel együtt bongó nevű tengeralattjáróikkal rátámadnak Rogoe vezér városára, Spearheadre. Miután legyőzte Rogoe-t és lerombolta annak városát, megalapította Otoh Gungát.
Gallo Főnök jó távoli rokona Nass Főnöknek.

## Megjelenése a videojátékokban
Ezt a gungant a „Star Wars: Galactic Battlegrounds” és a „Star Wars: Galactic Battlegrounds: Clone Campaigns” videójátékokban láthatjuk.

## Fordítás
- Ez a szócikk részben vagy egészben a Gallo című Wookieepedia-szócikk fordítása. Az eredeti cikk szerkesztőit annak laptörténete sorolja fel.